# Аеробос 3: Розплата
Аеробос 3: Розплата (англ. Airboss III: The Payback) — американський бойовик 2000 року.

## Сюжет
Під час патрулювання у Південно-Китайському морі американський підводний човен перехоплює сигнал SOS від російського вантажного судна. З розшифрованого сигналу з'ясовується, що вантажне судно піддалося нападу невідомих бойових плавців у відкритому морі і плутоній, який перевозився на ньому, був вкрадений. ФБР підозрює, що ця атака є роботою Деріана Кейна — колишнього російського військового, який став терористом. Для ліквідації злочинців була створена унікальна команда, що складається наполовину з ФБР і наполовину з військового спецназу.

## У ролях
| Актор                    | Роль           |
| ------------------------ | -------------- |
| Френк Загаріно           | Френк Вайт     |
| Кайл Вотсон              | Бон Конн       |
| Керолайн Стронг          | Морган Деніелс |
| Джон Крістіан Інгвордсен | Вебб Баклі     |
| Джеррі Кокіч             | Білл Мерфі     |
| Рік Вошберн              | Деріан Кейн    |